# Sydowiella juncina
Sydowiella juncina är en svampart som beskrevs av Spooner 1984. Sydowiella juncina ingår i släktet Sydowiella och familjen Sydowiellaceae.   Inga underarter finns listade i Catalogue of Life.